# Teodoro de Lellis
Teodoro de Lellis (o de' Lelli, Lelli; Treviso, 8 aprile 1428 – Roma, 31 marzo 1466) è stato un cardinale, vescovo cattolico e diplomatico italiano.

## Biografia
Nacque a Treviso da una famiglia nobile di origine teramana, figlio di Simone e di sua moglie (di cui non si conosce il nome); quest'ultima morì poco dopo la sua nascita.
Il padre era un noto giurista che aveva studiato all'università di Padova con Francesco Zabarella e Giovan Francesco Capodilista. Legato agli ambienti ecclesiastici (era stato collettore delle rendite eccelsiastiche in Inghilterra e avvocato del concistoro), rimasto vedovo della madre di Teodoro si era risposato con Giacoma Capodilista, figlia del già citato Giovan Francesco e a sua volta vedova di Andrea Zabarella. Il matrimonio permise a Simone di legarsi alle più importanti famiglie padovane: oltre ai Capodilista, si aggiunsero i da Lion, i Capodivacca, i Buzzacarini.
Il de Lellis seguì le orme del padre e assieme al fratello maggiore Francesco studiò diritto presso l'ateneo patavino. Il 2 marzo 1449 i due conseguirono il dottorato, nel corso di una solenne cerimonia tenuta nella cattedrale che vide la partecipazione dei più insigni esponenti della città e della scuola giuridica.
Chiamato da papa Niccolò V si portò in seguito a Roma per intraprendere la carriera ecclesiastica ed entrò a far parte del Collegio degli uditori di Rota. Nel 1451 accompagnò il cardinale Guillaume d'Estouteville in missione a Parigi presso Carlo VII di Francia, nel tentativo di convincere il sovrano a ritirare la Prammatica Sanzione di Bourges. Da questa esperienza scaturì il Tractatus contra pragmaticam sanctionem Burgensem o Contra Gallorum pragmaticam sanctionem, una risposta a undici obiezioni mosse dalla Chiesa gallicana contro la Santa Sede in materia di benefici ecclesiastici; rimasto inedito, ci è pervenuto in due manoscritti conservati nella Biblioteca Vaticana, l'uno recante postille del cardinale Marco Barbo, l'altro, pare, dello stesso de Lellis. Il codice 3878, che comprende quest'ultima versione, contiene anche il Summarium processus contra Iohannam vulgo dictam la Pulcella riguardante la revisione del processo a Giovanna d'Arco alla quale il de Lellis prese parte.
Nel 1453-54 tornò a Roma e ricoprì nuovi importanti incarichi in Curia. In seguito alla separazione delle diocesi di Belluno e Feltre nel 1462, il de Lellis fu nominato vescovo di quest'ultima sede. Non vi risiedette a lungo, tuttavia, governando per mezzo di un vicario; ebbe tuttavia modo di trattenersi nella città veneta nel 1463, in concomitanza con alcune missioni diplomatiche svolte presso la Serenissima.
Qualche tempo dopo si occupò della riconciliazione fra Luigi XI di Francia e Filippo III di Borgogna perché contribuissero alla crociata progettata da papa Pio II. Di questa missione ci restano i testi di tre orazioni e della relazione che fece al pontefice in concistoro.
Dello stesso periodo è la Replica pro Pio II et Sede Romana, una violenta giustificazione alla scomunica di Gregorio di Heimburg, il quale aveva in seguito ricorso al concilio contro la condanna. Lo scritto, nel quale si sostiene il primato papale contro il conciliarismo, fu pubblicata nel 1607 e ristampata nel 1612 e nel 1717.
Poco dopo l'elezione di papa Paolo II, di cui divenne uno dei più stretti collaboratori, venne nominato vescovo di Treviso in sostituzione di Marco Barbo che era stato traslato a Vicenza. Anche se la documentazione archivista del suo episcopato è stata perduta, da alcuni indizi sappiamo che il de Lellis prese effettivamente possesso della diocesi ma si dedicò perlopiù all'attività in Curia: già sotto Pio II era stato nominato referendario apostolico e in questa veste si occupò di un breve sulla questione boema da inviare al duca di Baviera.
Nel 1464 redasse la sua opera più rilevante: il trattato Contra supercilium eorum, qui plenitudinem potestatis Christi vicario divinitus attributam ita cardinalibus communicatam censent, ut Romanum pontificem nec quae sunt fidei terminare, nec cardinales creare, nec ardua quaeque sine eorum consilio et consensu asserunt posse disponere, libellus. Il lavoro, di cui ci sono pervenuti alcuni manoscritti, è incentrato sul quesito, avanzato dallo stesso Paolo II, se il pontefice fosse obbligato a rispettare gli statuti delle capitolazioni elettorali giurate in conclave. Come anticipato dal titolo stesso del trattato, il de Lellis si scaglia contro i cardinali che giustificavano i loro poteri troppo ampi dichiarandosi successori degli apostoli; il Sacro Collegio, quindi, non può soverchiare l'autorità papale.
La sua battaglia in difesa del papa in un momento in cui il suo primato veniva da molti messo in discussione non dovettero passare inosservati. Appare verosimile quanto riferito da Michele Canensi, cioè che il pontefice lo avesse creato cardinale tra la fine del 1464 e l'inizio del 1465. La nomina non sarebbe stata resa pubblica perché il de Lellis, gravemente malato, morì qualche tempo dopo. Fu sepolto nella chiesa di Santa Maria Nova, l'odierna Santa Francesca Romana.